# Lonchoptera excavata
Espèce
Lonchoptera excavata est une espèce de diptères de la famille des Lonchopteridae.

## Systématique
Le nom valide complet (avec auteur) de ce taxon est Lonchoptera excavata Yang (d) & Chen (d), 1995.